# Roncus lagari
Espèce
Synonymes
- Roncus lagari sendrai Lagar, 1972

Roncus lagari est une espèce de pseudoscorpions de la famille des Neobisiidae.

## Distribution
Cette espèce est endémique de Catalogne en Espagne. Elle se rencontre à La Riba dans la grotte Cova del Cartanyá, à Vandellòs i l'Hospitalet de l'Infant dans la grotte Cova Domingo Vidal et à Mont-ral dans les grottes Cova del Codó et Cova de la Moneda.

## Description
La femelle holotype mesure 4 mm.

## Systématique et taxinomie
Roncus lagari sendrai a été est placée en synonymie par Lagar en 1978.

## Étymologie
Cette espèce est nommée en l'honneur d'Àngel Lagar Mascaró.

## Publication originale
- Beier, 1972 : Ein neuer troglobionter Pseudoscorpion aus Tarragona (Chelicerata). Eos, Madrid, vol. 46, p. 15-17 (texte intégral).